# Sint-Maartenkerk (Veldhoven)
De Sint-Maartenkerk is een kerkgebouw in het Nederlandse Veldhoven, gelegen aan Heibocht 10.
Kerkdiensten werden in deze nieuwe wijk Heikant vanaf 1982 gehouden in de aula van een basisschool. In 1988 werd een zelfstandige parochie opgericht.
De kerk is gebouwd in 1990, voor de Veldhovense wijk Heikant. Architect was Jan Merks uit Veldhoven.
Het is een moderne kerk in een wat merkwaardige vorm. De kerkruimte wordt gedekt door een puntvormig dak, gedragen door een betonskelet. Dit dak is asymmetrisch zevenhoekig.
In 2012 werden de vijf toen nog bestaande parochies in Veldhoven samengevoegd tot de Christus Koningparochie. Tevens werd bekendgemaakt dat twee kerken, waaronder de Sint-Maartenkerk, op termijn aan de eredienst zouden worden onttrokken. Dit geschiedde per 1 januari 2016. In 2017 kwam een fitnesscentrum in de voormalige kerk.